# Kurt Masur
Pour les articles homonymes, voir Masur.
Kurt Masur, né le 18 juillet 1927 à Brieg en province de Basse-Silésie et mort à Greenwich (Connecticut) aux États-Unis le 19 décembre 2015,, est un chef d'orchestre allemand.

## Biographie
Il fait ses études musicales à la Musikhochschule de Leipzig, puis devient rapidement chef répétiteur, puis chef d'orchestre au Théâtre de Halle (Saxe-Anhalt).
En octobre 1944, le régime nazi annonce que tous les hommes âgés de 16 à 60 ans doivent être enrôlés, ce qui inclut le jeune Masur. Ce dernier est engagé dans les parachutistes à la fin de l'année 1944. Envoyé au combat avec son unité, seuls 27 sur les 150 soldats la composant reviennent en vie avant d'être capturés par les forces américaines et britanniques le 1er mai 1945.
De 1946 à 1948, il étudie la direction d'orchestre, la composition et le piano à l'université de musique et de théâtre de Leipzig. Il quitte l'établissement à 21 ans, sans avoir terminé ses études, lorsqu'on lui propose un poste de répétiteur au Landestheater Halle an der Saale (rebaptisé depuis Opéra de Halle, ou Opernhaus Halle en allemand)[2].
En 1955, il est nommé deuxième chef de la Staatskapelle de Dresde ; le premier chef Heinz Bongartz devient son professeur. De 1960 à 1964, Kurt Masur est premier chef à l'Opéra-Comique de Berlin. En 1975, il devient professeur à l'école où il a étudié.
Il dirige de nombreux orchestres est-allemands, l'Orchestre philharmonique de Dresde de 1955 à 1958, puis de 1967 à 1972. En 1970, il prend la tête de l'Orchestre du Gewandhaus de Leipzig, et en 1991 succède à Zubin Mehta comme directeur musical de l'Orchestre philharmonique de New York, poste qu'il occupe jusqu'en 2002. Invité par Herbert von Karajan au Festival de Pâques de Salzbourg 1988, il le remplace pour le festival après sa mort  en 1990, où il dirige Fidelio de Ludwig van Beethoven.
Le 9 octobre 1989, un mois avant la chute du mur de Berlin, il parvient à faire en sorte que la foule de 70 000 manifestants rassemblés sur la Place Karl Marx (l’actuelle Augustusplatz, entre le Gewandhaus et l'Opéra de Leipzig), ne subisse pas la répression des para-militaires du régime communiste de l'Allemagne de l'Est. Par la suite, il décline l'offre qu'on lui fait de jouer un rôle politique dans la construction de l'Allemagne réunifiée.
Il reçoit le titre de docteur honoris causa de l'université de Leipzig, de celle du Michigan, du Cleveland ainsi que de l'Institute of Music et du Westminster Choir College de Princeton.
Il a reçu de très nombreux prix de la critique pour ses enregistrements. En 1993, il a été élu musicien de l'année par la revue Musical America.
En septembre 2000, il devient premier chef de l'Orchestre philharmonique de Londres. 
En septembre 2002, il est nommé directeur musical de l'Orchestre national de France.
Le 26 avril 2012, il dirige, au théâtre des Champs-Élysées, l'Orchestre national de France dont il est directeur musical honoraire, dans un programme retransmis en direct sur France Musique et comprenant la 1re Symphonie de Dmitri Chostakovitch (Luc Héry est au premier violon) et la 6e Symphonie de Piotr Ilitch Tchaïkovsky (Sarah Nemtanu est konzertmeister). En se rapprochant du pupitre des premiers violons au cours de la reprise du thème du troisième mouvement de la « Pathétique » en deuxième partie de concert, il trébuche sur le praticable, pourtant protégé d'un garde-corps de sécurité, ce qui entraîne sa chute en arrière depuis la scène devant le premier rang de spectateurs. Il est transporté par le SAMU à l'hôpital Georges-Pompidou où les examens pratiqués sont rassurants.

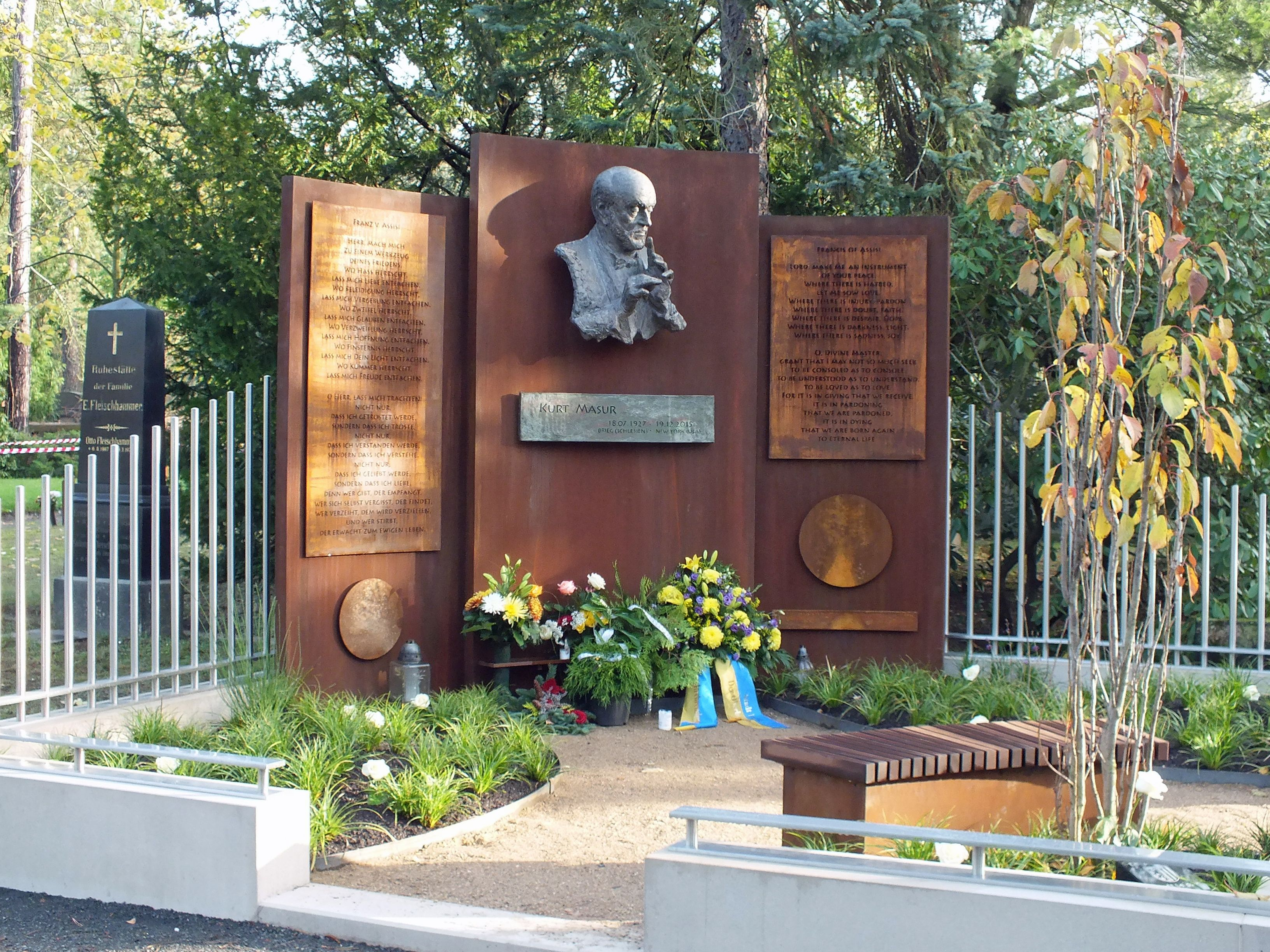
Sépulture.

Le 10 octobre 2012, dans une lettre qu’il a adressée à la direction de l’Orchestre de Leipzig, le maestro annonce qu’il est atteint de la maladie de Parkinson depuis plusieurs années.
Il repose au cimetière du Sud de Leipzig.

## Distinctions
- Membre de l'Académie des arts de Berlin (1970)[6]
- Chevalier de la Légion d'honneur (1990)
- Grand commandeur de l'ordre du Mérite de la République fédérale d'Allemagne (2007)

## Style
Kurt Masur se distingue par un style de direction mesuré et modéré dans la gestuelle, mais cependant précis. Il est à son aise dans les partitions symphoniques de Tchaïkovski, de Liszt, de Mendelssohn ou de Beethoven. Sa direction y est souvent réfléchie, sans emportement exagéré, avec une grande sensibilité et un sens des contrastes et des ambiances cultivé[réf. nécessaire].

## Élèves
Ses étudiants incluent Kahchun Wong, Matthias Manasi, Cornelius Meister et Adrian Prabava.